# Асоціація пляжного футболу України
Асоціа́ція пля́жного футбо́лу Украї́ни — всеукраїнська неприбуткова громадська організація, що має на меті розвиток пляжного футболу в Україні. Опікується проведенням національних та міжнародних турнірів, зокрема, першості України з пляжного футболу, інших заходів, наприклад, спортивних фестивалів для популяризації цього виду спорту, забезпечує участь збірної України в міжнародних змаганнях тощо.
Створена після проведення першого (аматорського) чемпіонату України з пляжного футболу влітку 2002, а 18 грудня 2002 року отримала статус колективного члена ФФУ. Вже тоді діяли більше ніж 140 місцевих осередків у більшості областей України. В наступні роки АПФУ залучила до участі в змаганнях сотні спортивних колективів (у 2005 році, наприклад, грали 210 команд з 11 міст України), відомих футболістів (Олег Саленко став тренером збірної, брали участь у змаганнях Сергій Шматоваленко, Юрій Калитвинцев), професійні команди вищої та першої ліги "звичайного" футбольного чемпіонату.
Першим успіхом збірної стало здобуття «бронзи» в турнірі Євроліга-2004 і це попри важкі умови підготовки. Тренер команди Віктор Мороз згадував, що тренувальний цикл перед турніром команда проводила на паркеті в шкільному спортзалі. 
У 2007—2008 АПФУ змогла залучити значні спонсорські кошти, привернути увагу мас-медіа. Це стало можливим, зокрема, завдяки підтримці промислової групи компаній «Євроформат» і компанії «Медиа Спорт Промоушн», експрезидент якої, Сергій Харченко, очолив АПФУ. В передкризовий 2007 рік бюджет лише української першості склав 2,5 млн грн. А бюджет чемпіонату-2008 оцінювався у 2,2 млн дол., в українських клубах були заявлені щонайменше шестеро легіонерів, в тому числі двоє чемпіонів світу (з Бразилії), здійснювались трансляції матчів чемпіонату на 10 регіональних і національних телеканалах.
Київ був і залишається ключовим для розвитку пляжного футболу містом. В Гідропарку розташований сучасний добре обладнаний "пляжний" стадіон, де проводяться міжнародні турніри. Проте, АПФУ доклала зусиль для поширення бічсокеру в інших містах. Цій меті, зокрема, були присвячені фестивалі пляжного футболу, що проводилися в Україні не лише в Причорномор'ї, але від Харкова і до Львова. Основними осередками розвитку пляжного футболу в інших областях України є Одеса (тут розвивається ще й жіночий пляжний футбол), Чорноморськ (місцева команда «Старт» виступає в чемпіонаті з 2003), Дніпро (місцевий клуб «Вибір» став першим чемпіоном України з-за меж Києва), Харків.